# Lellinge Sogn
Lellinge Sogn er et sogn i Køge Provsti (Roskilde Stift).
Lellinge Sogn hørte til Bjæverskov Herred i Præstø Amt. I 1800-tallet var det anneks til Højelse Sogn fra Ramsø Herred i Roskilde Amt. De to sogne dannede hver sin sognekommune. Ved kommunalreformen i 1970 blev de begge indlemmet i Køge Kommune, Lellinge frivilligt allerede i 1966, Højelse ved selve reformen i 1970.
I Lellinge Sogn ligger Lellinge Kirke.
I sognet findes følgende autoriserede stednavne:
- Græsmark Skov (areal)
- Krageskov (areal)
- Krageskovbakke (bebyggelse)
- Lellinge (bebyggelse, ejerlav)
- Lellinge Frihed (areal)
- Lellinge Overdrev (bebyggelse)
- Ny Lellingegård (ejerlav, landbrugsejendom)
- Skovhus Vænge (areal)